# Vần Chải
Vần Chải là một xã thuộc huyện Đồng Văn, tỉnh Hà Giang, Việt Nam.

## Địa lý
Xã Vần Chải cách trung tâm huyện 40 km về phía nam, có vị trí địa lý:
- Phía đông giáp xã Hố Quáng Phìn và xã Sủng Trái
- Phía tây giáp huyện Yên Minh
- Phía nam giáp huyện Yên Minh và xã Sủng Trái
- Phía bắc giáp xã Lũng Thầu, Phố Cáo, Sảng Tủng.

Xã Vần Chải có diện tích 21,37 km², dân số năm 2019 là 4.385 người, mật độ dân số đạt 205 người/km².

## Hành chính
Xã Vần Chải được chia thành 13 thôn: Chua Say, Đăng Vai, Khó Cho, Khó Chớ, Phìn Chải A, Phìn Chải B, Séo Lủng, Sủng Khúa A, Sủng Khúa B, Tả Lủng A, Tả Lủng B, Vần Chải A, Vần Chải B.

## Lịch sử
Ngày 5 tháng 7 năm 1961, Hội đồng Chính phủ ban hành Quyết định số 91-CP về việc chia xã Vần Chải thành hai xã Lũng Thầu và Vần Chải.